# 端嬪
端嬪（约1649年?—1720年），董氏（董佳氏），名烏鼐。正黃旗包衣第五參領第二旗鼓佐領下人（属内务府正黄旗汉姓包衣旗人）。原任會計司員外郎董得啟（亦稱董達齊）之女，清朝康熙帝之嬪:267。

## 生平
康熙二年（1663）九月初六日及九月初九日，太皇太后共選看了三十位內務府秀女，從中選中三位，並下旨稱：「著員外郎裕祺將此三位女子於九月二十日辰時交予圖克善乳母，送進汗處」。十月初五日，包衣諳班等奏：「入宮之格蘭珠、烏鼐、阿濟根三女子所服緞疋給何等級之處，請太皇太后旨意」。奏入後，太皇太后降旨：「交予羅弼嬤嬤額涅分辨等級」。將三女子轉交予羅弼嬤嬤額涅後，羅弼嬤嬤額涅奉太皇太后旨意降諭：「女子阿濟根喉中沙啞似有痰聲，著令出宮，交還其父母。再，女子格蘭珠、烏鼐，均給掃炕（女子）之等級」。其中，格蘭珠即是「阿明阿佐領格勒之女」，而烏鼐則是「董德貴佐領董德啟之女」，於康熙二年九月初六日參加內務府選秀被選中。
目前並不清楚董氏入宮之後，是在何時、以何情況被康熙帝收為後宮主位。康熙八年七月二十八日，太皇太后下達旨意，增加康熙帝位下諸位庶妃的服緞疋數。其中，除已經生育子女的馬佳氏和張氏分別升為服二十匹緞、服十八匹緞之外，還有五位名為格蘭珠、烏鼐、安姐、華塞、觀姐的格格升為服十二匹緞。對比之後的康熙朝內務府檔案，可知董氏此時位分等級高於康熙二十一年服九匹緞之常侍女子，但遠低於服二十匹緞之貴格格。
康熙十年（1671）三月初九日子時，董氏生皇二女（康熙十二年二月夭折），並晉升為小福晉，與馬佳氏、張氏和烏拉那拉氏一樣，是當時康熙帝位下的四位小福晉級庶妃之一。
康熙十六年五月二十四日，康熙帝諭禮部：「朕恭奉聖祖母太皇太后慈諭，稽古帝王宮闈之制，必備妃嬪，以襄內政」，命禮部選擇吉期，並開列儀注具奏，同年八月二十二日，冊立妃鈕祜祿氏為皇后，並且冊封佟氏為貴妃，李氏為安嬪，王佳氏為敬嬪，董氏為端嬪，馬佳氏為榮嬪，烏拉那拉氏為惠嬪，郭絡羅氏為宜嬪，赫舍里氏為僖嬪，端嬪在七嬪中排行第三。當代研究者王冕森認為康熙十六年冊封的七位嬪位，其排序有着特殊的規律，如安嬪和敬嬪出身外八旗世家，入宮後即獲得福晉級待遇，故而在七嬪中居首，而另外五嬪的排序則很有可能是以年紀長幼或入宮先後為依據:269。
康熙二十年三月，太皇太后聖躬違和，康熙帝親奉太皇太后前往遵化湯泉療疾，直至五月初回宮。康熙帝在外期間，亦不忘關心宮中的妃嬪和公主，曾寫信給榮妃和端嬪，以及兩位公主。康熙二十年，宮內分配一個專屬的鑲黃旗內管領給端嬪使用，與榮妃共用同一個內管領。同年，宮內改為分配一個專屬的正黃旗內管領給端嬪使用，與敬嬪共用同一個內管領，此安排至少維持到康熙二十三年。 
康熙四十六年，端嬪是當時康熙帝位下的三位嬪之一，在檔案中的排序先於和嬪與良嬪。康熙五十七年，諸嬪增給采仗，視妃儀仗，內減紅緞瑞草傘、拂子各一對，並命補給端嬪采仗。
康熙五十九年（1720）四月二十八日，端嬪去世，內務府基本因循僖嬪之舊例處理其喪儀，例如相關部門查得僖嬪事出時，宮內暫停祭神二日，「現於端嬪之事，亦照此例，暫停祭神二日」。端嬪的喪禮事務由康熙帝第十二子貝子允祹及端嬪之堂侄董殿邦共同辦理。同年九月初九日，奉安景陵妃園寢。
乾隆年間，當時的制度規定後宮主位封謚之滿文必須意譯，端嬪封號的滿文，由音譯「duwan」，重新意譯為「tob」，意為「端正」:268-269。
根據檔案記載，一軸「端嬪御容半身像」（又名「端嬪喜容」）原收藏於壽皇殿東大櫃，現收藏於北京故宮博物院。

## 家族
董氏家族，是内务府正黄旗包衣中的世家，族人殿邦，歷仕康、雍、乾三朝，前後六十餘年，被譽為「三朝之碩輔，一代之偉人」，而郝善則出任綠營將官，頻年征戰屢建戰功。家族因山海關之戰，董得貴與譚泰一同擊敗李自成二十萬兵馬而得勢。家族亦屢受恩詔、與滿人通婚、取滿洲式名。董氏家族墓地在今北京房山区良乡南坊村，墓未知，残存若干碑刻。
- 始祖董文選（c.1560s-?）。“董文選，正黄旗包衣人，世居撫順地方，來歸年分無考。其曾孫董徳啓原任員外郎。元孫董思原任鑾儀衞鑾儀使；董徳貴（注：似应为曾孙？原《八旗滿洲氏族通譜》有误）由佐領定鼎燕京時……授騎都尉三遇恩詔加至二等輕車都尉卒，其子董殿邦襲職厯任内務府總管。……又董文選之四世孫董順邦原任贊禮郎，葉清額原任䕶軍校，董治邦原任整儀尉，浩善（注：似应为曾孙？）原任湖廣沅州總兵官。五世孫三保原任驍騎校，董玉麟原任郎中兼佐領，……董玉象原任副都統，董色原任佐領，衆神保現任頭等侍衞，増長現任䕶軍校，常海、禪布俱現係舉人。六世孫八十七現任六品官，圖爾秉阿現係舉人”（据《八旗滿洲氏族通譜》卷74））。
- 曾祖董氏（c.1580s-?）。
- 祖父董氏（c.1600s-?），从龙入关。
- 父董得啟（又董达齐、董德啟，c.1620s-?），原任内务府員外郎。
- 堂叔（？）董浩善（又郝善，1628-c.1676；母舒穆祿氏），銮仪卫冠军使、内务府郎中兼佐领，原任湖广沅州总兵，转战湖南、湖北、广西等地，頻年征戰屢建戰功，诰赠骠骑将军。妻郭絡羅氏、赫舍里氏。与妻合葬墓在今北京房山区良乡南坊村，现存有满汉文《董郝善及妻郭罗罗氏继配黑摄李氏墓碑》（康熙五十一年（1712）十一月刻，康熙十五年（1676年）丙辰科榜眼胡會恩撰並正書），拓片存北京国家图书馆。孙儿花子。曾孙穆克登布，袭骑都尉。
- 胞叔董得貴（又董德貴，c.1620s-?），顺治二年（1645）授骑都尉，恩诏加至世袭二等轻车都尉（载《钦定八旗通志：正黄旗满洲世职》卷280），首任内务府正黄旗包衣第五叅領第二旗鼓佐領（國初編立，据《钦定八旗通志》），顺治九年（1652）銮仪卫銮仪使（时与贝子彰泰 (清朝)系同职位同事，载《钦定八旗通志》卷317）。原配舒穆祿氏，继配納喇氏。在今北京房山区良乡南坊村存有《董得贵诰封碑》（授骑都尉，康熙十五年（1676）十月刻）、《董得贵及妻舒穆禄氏纳喇氏诰封碑》（夫人被封一品夫人，康熙十六年（1677）十一月刻），拓片均存北京国家图书馆。其：
  - 子一董殿邦（c.1660-c.1731，母納喇氏），康熙十五年（1676）袭其父二等轻车都尉，康熙三十四年（1695）任江苏滸墅鈔關监督，康熙五十五年至六十一年（1716-1722）任总管内务府大臣，能山水，乾隆初年特授畅春园总管，曾任内务府镶黄旗包衣第四参领第一旗鼓佐领（继任者高斌）、内务府镶黄旗包衣第五㕘領第六旗鼓佐領、内务府正黄旗包衣第五叅領第二旗鼓佐領（据《钦定八旗通志》）；殿邦历仕康、雍、乾三朝，前后六十余年，被誉为“三朝之硕辅，一代之伟人”；在今北京房山区良乡南坊村，存有满汉文《董殿邦墓表》（乾隆七年（1742年）壬戌科进士陳大復撰，内务府正白旗满洲进士觀保書），拓片存北京国家图书馆。
    - 孙儿头等侍卫眾神保（c.1690s-?；董文選之五世孙）。延齡，原係生員。
    - 延福，原係生員，曾任内务府正黄旗包衣第五叅领第一旗鼓佐领，卒于任（系国初编立）。
    - 孙女董氏（1714-？），嫁镶黄旗满洲高泰（胞兄文华殿大学士文端公高晉（1707-1778），父总兵高述明；胞姊高佳氏分别与正蓝旗汉军进士胡氏吉惠 (道光进士)家族和内务府正白旗汉军、总管内务府大臣李延禧 (清朝)家族联姻）。
    - 孙女董氏（c.1710s-?），二继嫁镶黄旗满洲、四川布政使覺羅齊格（1698-1754；父一等侍卫、散秩大臣觉罗外山，康熙五十二年（1713），钦命望祀长白山（载《清實錄康熙朝實錄》）；先祖覺羅包朗阿即清兴祖福满第五子）。

  - 子二。其孙穆克登布，雍正九年（1731）销去恩诏袭骑都尉。
- 始祖董文選之五世孙还有：三保任驍騎校，董玉麟任郎中兼佐領，石圖任司庫，八十八任六品官，薩哈爾圖任五品官，董玉象任副都統，董色任佐領，増長任䕶軍校，常海、禪布俱係舉人。
- 家族后代有总管内务府大臣文豐（1860年殉节于圆明园福海）、文廉，世称内务府“文董家”。